# Juan Horacio Suárez
Juan Horacio Suárez (ur. 12 marca 1938 w Villa Nueva) – argentyński duchowny katolicki, biskup diecezji Gregorio de Laferrère w latach 2000-2013.

## Życiorys
Święcenia kapłańskie przyjął 2 grudnia 1967. Pełnił funkcje m.in. rektorem seminarium duchownego w San Justo (1985-1992), wikariusza generalnego diecezji San Justo, proboszcza kościoła katedralnego, wiceprezydenta diecezjalnej Caritas oraz członka kolegium konsultorów, rady prezbiterialnej i diecezjalnej rady ekonomicznej.

### Episkopat
25 listopada 2000 został mianowany przez papieża Jana Pawła II pierwszym biskupem nowo utworzonej diecezji Gregorio de Laferrère. Sakry biskupiej udzielił mu 23 grudnia tegoż roku ówczesny nuncjusz apostolski w Argentynie, abp Santos Abril y Castelló. Rządy w diecezji objął 6 dni później.
19 grudnia 2013 przeszedł na emeryturę.